# Dvaita
Dvaita (sánscrito: द्वैत), también conocido como Bheda-vāda, Tattva-vāda y Bimba-pratibimba-vāda, es una escuela de vedanta fundada por Madhwa. Dvaita acentúa una distinción estricta entre Dios —el alma suprema— (paramatma) y las almas individuales de los seres (jiivatma). De acuerdo a Madhwa, las almas individuales no son creadas por Dios, pero, sin embargo, dependen de este para su existencia.
Al igual que Rāmānuja Āchārya en la doctrina visista advaita, Madhwa se identifica al dios Vishnu, pero su visión de la realidad es puramente individual. Según Madhwa, hay cinco tipos de separación:
- Dios y el mundo
- Dios y el alma individual
- Las distintas almas
- El alma y la materia
- Las diferentes partes de la materia